# Treudd (arkeologi)

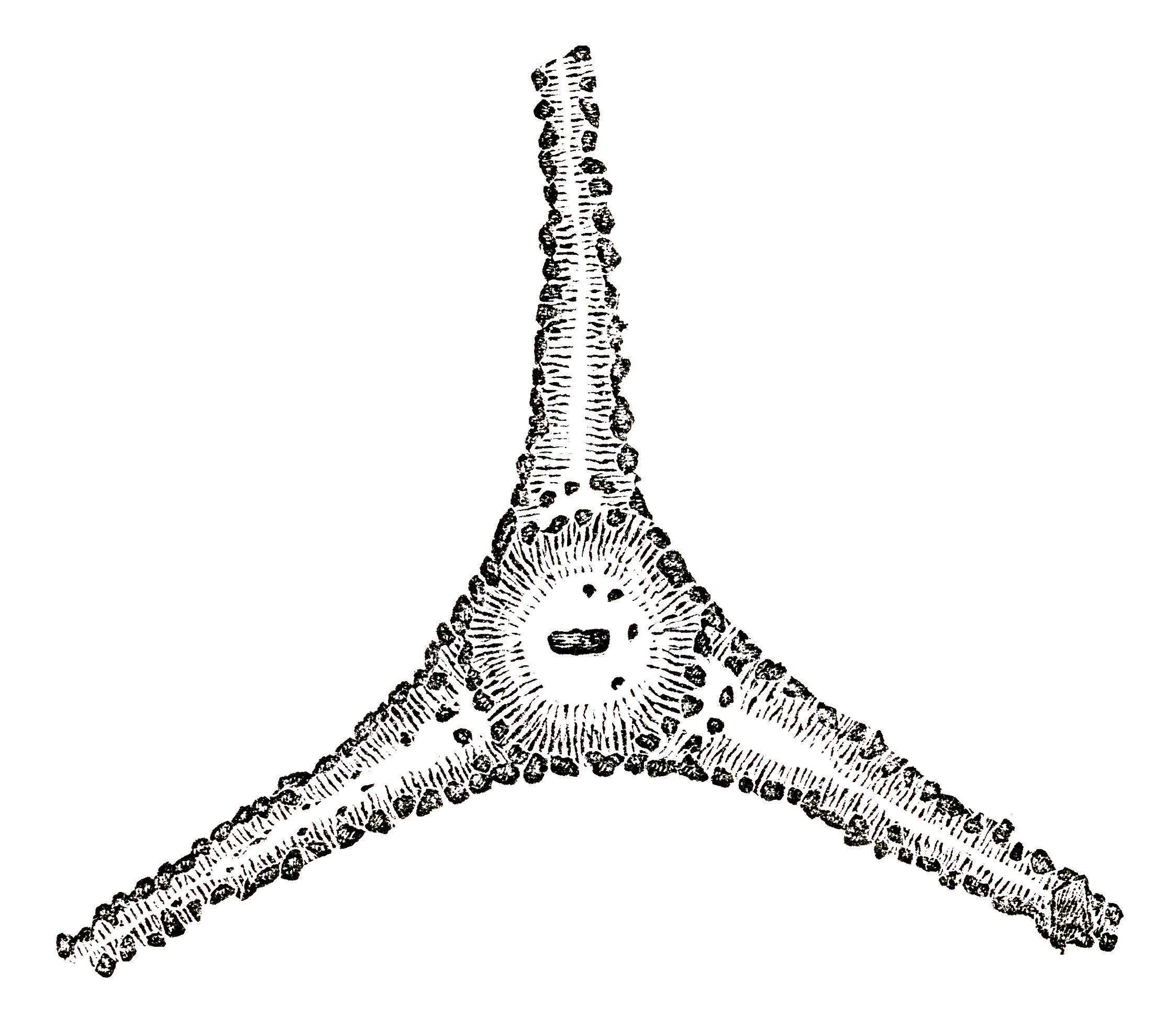
Planskiss av treudd i Lyngsta, Sorunda socken, Södermanland.

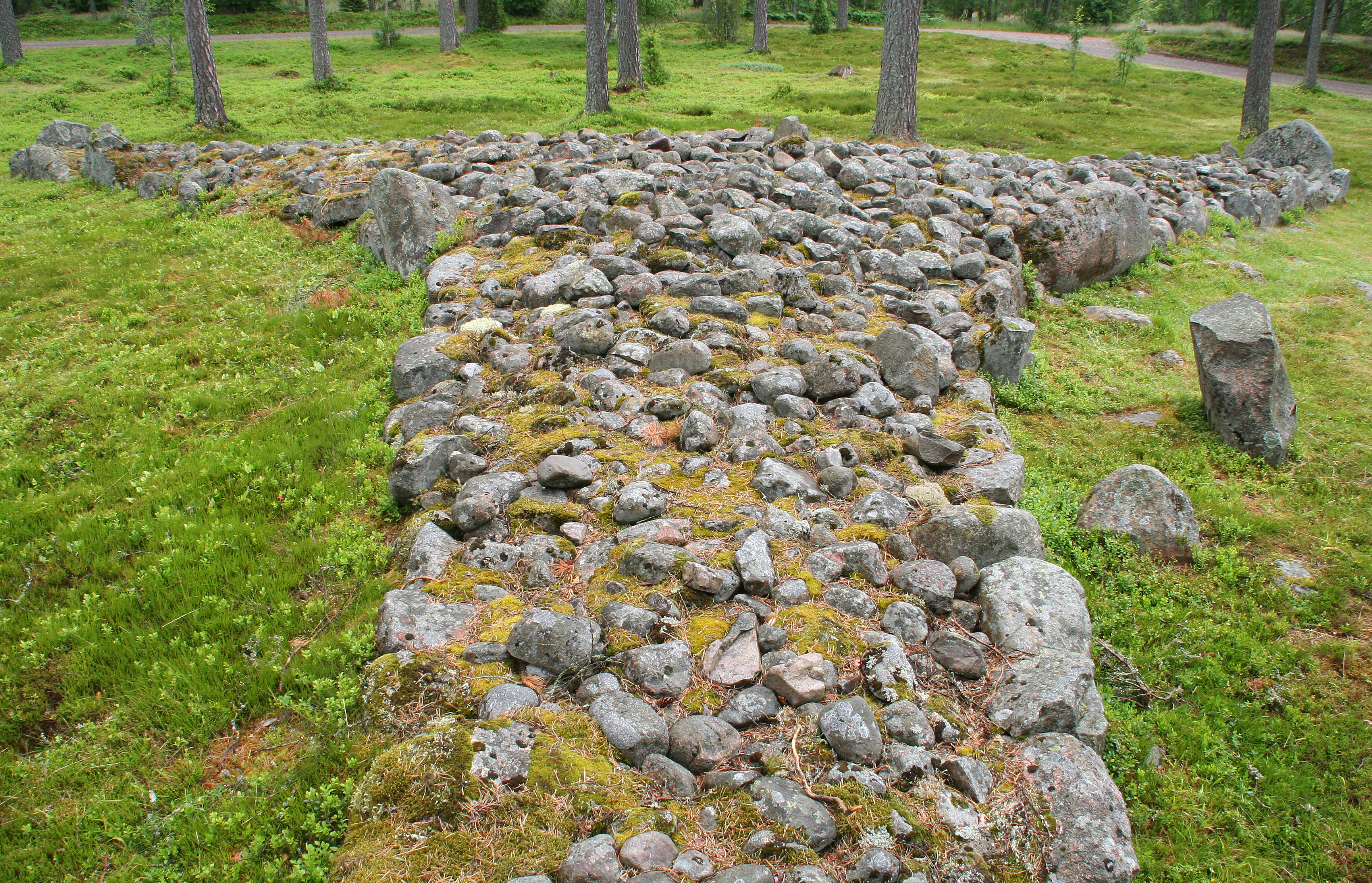
Treudd på gravfältet Torsa stenar i Småland.

Treudd är en förhistorisk stensatt grav i form av en tresidig stensättning med markerat insvängda sidor. Gravarna är ofta tomma vilket antyder att de ibland kan ha varit enbart av kultisk betydelse. Gravar av denna typ är från äldre och yngre järnåldern.
I Sverige finns treuddar i Götaland och Svealand och med enstaka förekomster i Södra Norrlands kustland. Större koncentrationer finns i västligaste Småland runt sjön Bolmen i Hylte och Ljungby kommuner, i ett stråk genom centrala Östergötland och kring Mälaren (främst i södra Uppland och norra och östra Södermanland). Treuddar saknas däremot helt på Gotland, i norra Värmland och i Dalarna samt i större delen av Norrland.
Den svenske arkeologiprofessorn Anders Andrén har vid ett symposium 2002 inom forskningsprojektet Vägar till Midgård framlagt idén att treudden ska symbolisera världsträdet Yggdrasils tre rötter och har i detta sammanhang även föreslagit den alternativa benämningen "trädsättning".

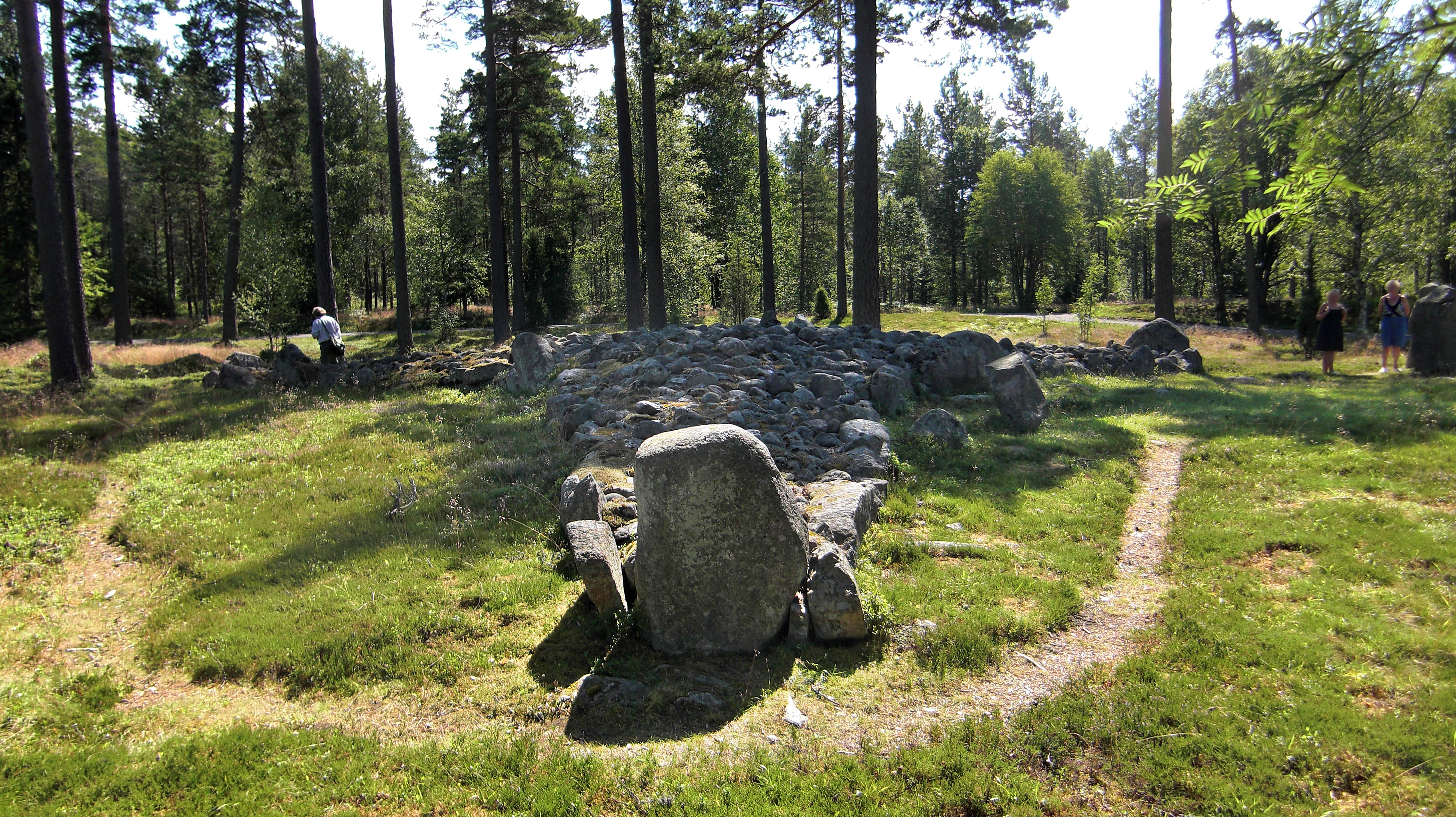
Treudd på gravfältet Torsa stenar, Småland.
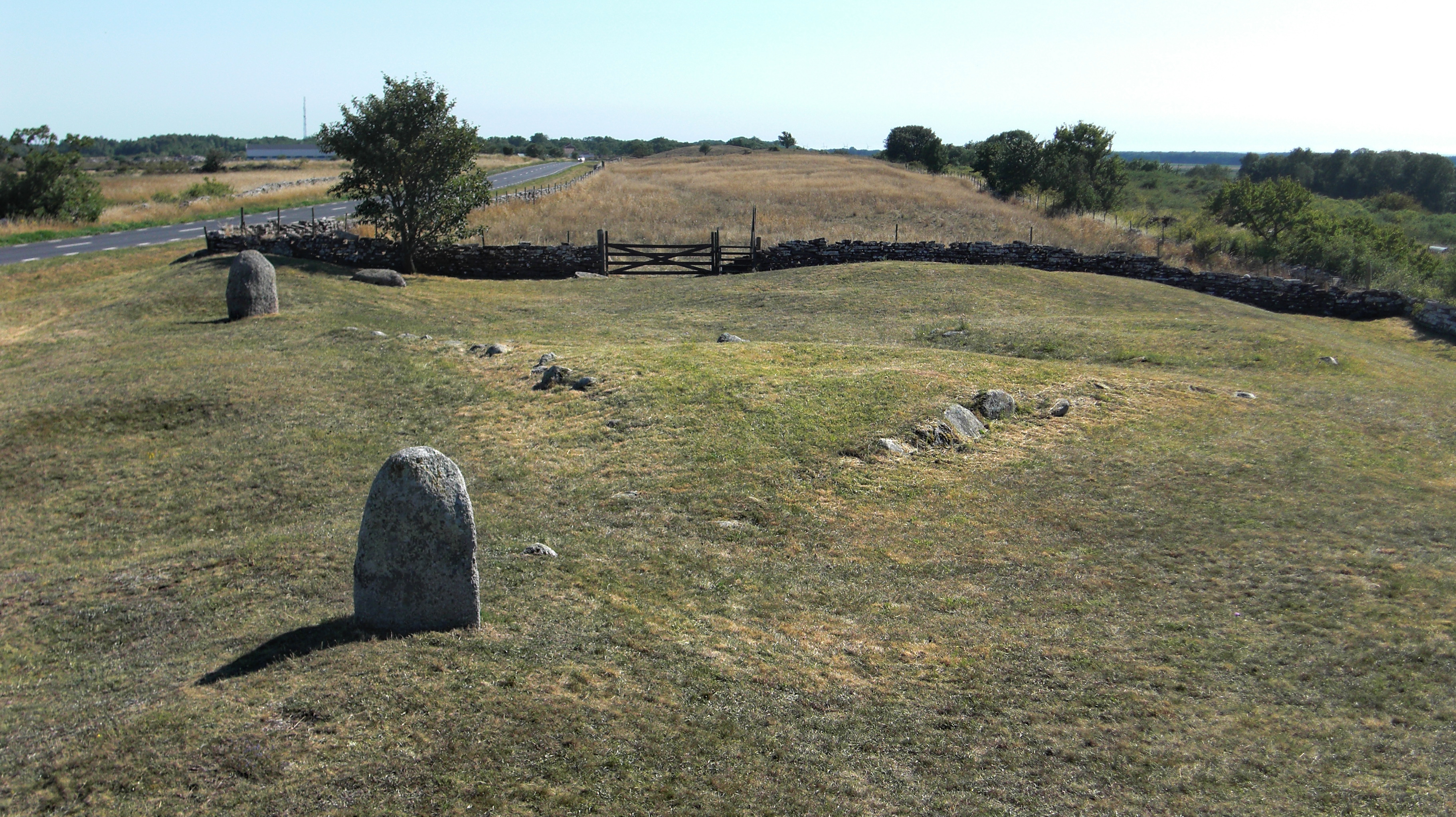
Treudd på gravfält i Resmo socken, Öland.
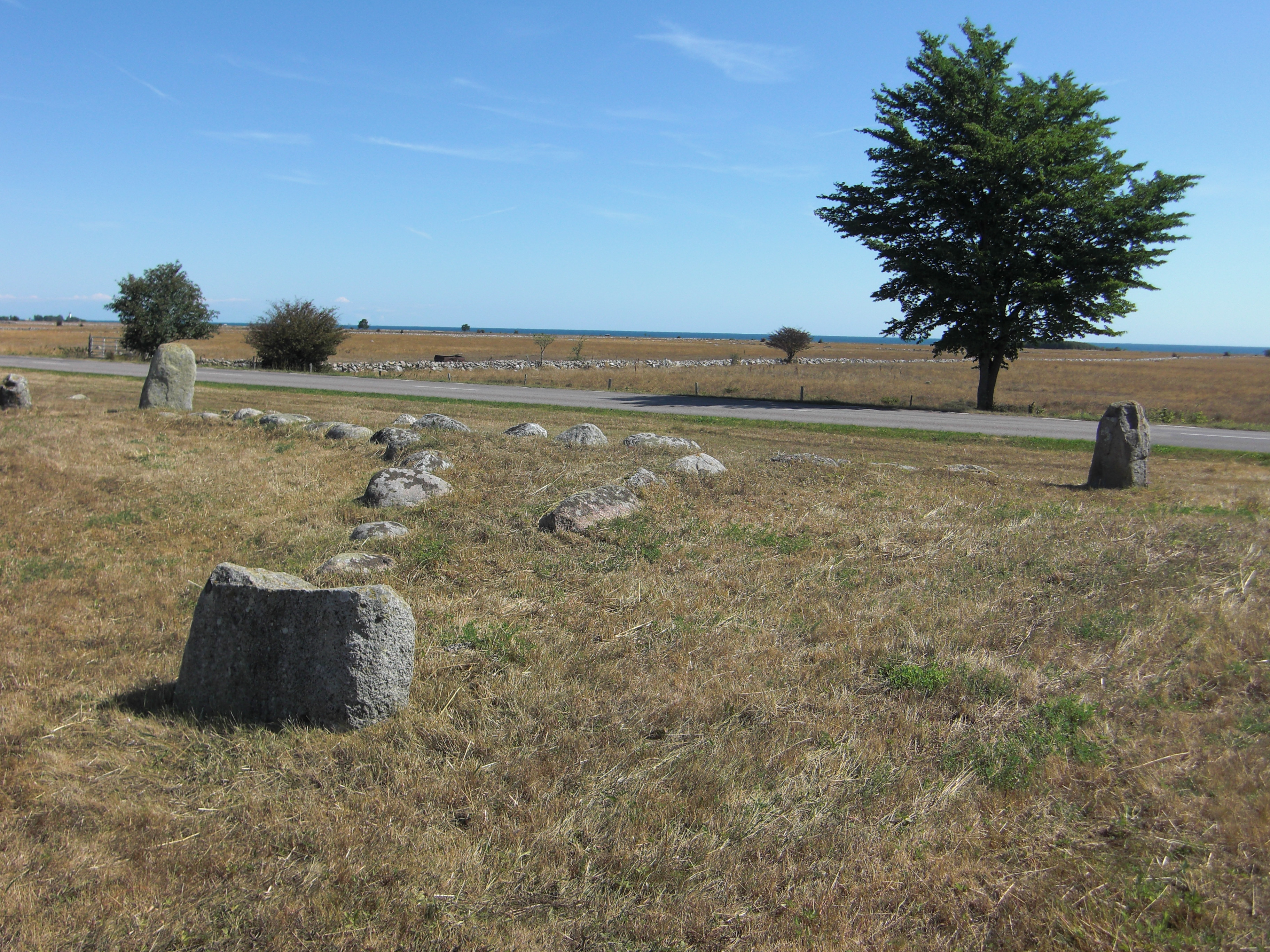
Treudd på Seby gravfält, Segerstads socken, Öland.